# 와사역
와사역(일본어: 和佐駅, わさえき)은 일본 와카야마현 히다카군 히다카가와정에 있는, 서일본 여객철도의 철도역이다. 기세이 본선이 지나가며, 기노쿠니 선 소속 열차들을 이용할 수 있다.

## 역 구조
지상역으로, 승강장은 단식 1면 1선과 섬식 1면 2선이 있다. 역사는 단식 승강장 쪽에 있으며, 섬식 승강장(2·3번 승강장)과는 과선교로 이어져 있다. 고보역이 관리하는 무인역이다.

### 승강장
| 1 | ■ 기노쿠니 선 | 기이타나베 · 신구 방면 |                    |
| 2 | ■ 기노쿠니 선 | 기이타나베 · 신구 방면 | (일부 열차만 사용) |
| 2 | ■ 기노쿠니 선 | 와카야마 · 덴노지 방면 | (일부 열차만 사용) |
| 3 | ■ 기노쿠니 선 | 와카야마 · 덴노지 방면 |                    |

## 역세권 정보
- 히다카가와 강

## 역사
- 1930년 12월 14일 - 일본국유철도의 역으로 개업하였다.
- 1987년 4월 1일 - 민영화에 따라 서일본 여객철도의 소속이 되었다.

## 인접역
| 서일본 여객철도 기세이 본선 | 서일본 여객철도 기세이 본선 | 서일본 여객철도 기세이 본선 |
| --------------------------- | --------------------------- | --------------------------- |
| 이나하라 신구 방면          | ■ 기노쿠니 선 보통          | 도조지 와카야마 방면        |